# Список послов СССР и России в Израиле
В статье представлен список послов СССР и России в Израиле.

## Хронология дипломатических отношений
- 15 — 18 мая 1948 г. — установлены дипломатические отношения на уровне миссий.
- 11 февраля 1953 г. — дипломатические отношения прерваны правительством СССР.
- 6 — 15 июля 1953 г. — дипломатические отношения восстановлены.
- 29 апреля — 12 мая 1954 г. — миссии преобразованы в посольства.
- 10 июня 1967 г. — дипломатические отношения прерваны правительством СССР.
- 3 января 1991 г. — дипломатические отношения восстановлены на уровне генеральных консульств.
- 18 октября 1991 г. — генеральные консульства преобразованы в посольства.

## Список послов
| Срок полномочий                  | Посол                        | Годы жизни | Вручение верительных грамот | Комментарии                            |
| -------------------------------- | ---------------------------- | ---------- | --------------------------- | -------------------------------------- |
| СССР                             |                              |            |                             |                                        |
| 6 июня 1948 — 11 февраля 1953    | Павел Иванович Ершов         | 1914—1981  | 17 августа 1948             | Посланник                              |
| 8 августа 1953 — 21 января 1958  | Александр Никитич Абрамов    | 1905—1973  | 4 декабря 1953              | Посланник до 16 июня 1954, затем посол |
| 21 января 1958 — 15 октября 1964 | Михаил Фёдорович Бодров      | 1903—1988  | 6 марта 1958                |                                        |
| 15 октября 1964 — 10 июня 1967   | Дмитрий Степанович Чувахин   | 1903—1997  | 25 ноября 1964              |                                        |
| 12 ноября 1991 — 25 декабря 1991 | Александр Евгеньевич Бовин   | 1930—2004  | 23 декабря 1991             |                                        |
| Российская Федерация             |                              |            |                             |                                        |
| 25 декабря 1991 — 27 марта 1997  | Александр Евгеньевич Бовин   | 1930—2004  |                             |                                        |
| 27 марта 1997 — 1 февраля 2002   | Михаил Леонидович Богданов   | 1952—      |                             |                                        |
| 1 февраля 2002 — 31 января 2007  | Геннадий Павлович Тарасов    | 1947—      | 7 февраля 2002              |                                        |
| 31 января 2007 — 8 июля 2011     | Пётр Владимирович Стегний    | 1945—      | 20 марта 2007               |                                        |
| 8 июля 2011 — 10 июля 2015       | Сергей Яковлевич Яковлев     | 1948—      | 6 октября 2011              |                                        |
| 10 июля 2015 — 5 апреля 2018     | Александр Петрович Шеин      | 1952—      | 9 ноября 2015               |                                        |
| 5 апреля 2018 — н. в.            | Анатолий Дмитриевич Викторов | 1954—      | 2 июля 2018                 |                                        |